# Stand Up for Love
Singles de Destiny's Child
Cater 2 U
(2005)
Stand Up for Love est la dernière chanson du groupe et le premier et unique single de l'album compilation des Destiny's Child, Number 1's. Sorti en 2005, le single devient le premier single de Destiny's Child à ne pas se classer aux États-Unis. La chanson est le dernier single des Destiny's Child, même si une nouvelle chanson de l'album, Check on It (une chanson de Beyoncé Knowles en solo) est sortie.

## Histoire
La chanson est écrite par David Foster et sa fille, Amy Foster-Gillies. La chanson a été inspirée par le battage de messages d'espoir à la suite de l'ouragan Katrina (même si la chanson est écrite avant cet évènement). La chanson est également présentée comme hymne de la journée mondiale des enfants de 2005.

## Clip vidéo
Le clip vidéo est présente sur l'édition japonaise du DVD Destiny's Child: Live in Atlanta.

## Ventes
Bien qu'il soit sollicité en radio fin septembre 2005, le single n'arrive pas à se classer dans le Billboard Hot 100 ou un autre classement majeur. La chanson reçoit une diffusion de la part de la radio Z-100 à New York, mais peu d'autres stations de radio aux États-Unis la diffuse.
Au Royaume-Uni, Stand Up for Love reçoit une diffusion radio minimale mais il arrive à prendre dans le top 20 des classements de diffusions vidéo. En raison de l'absence de diffusion en radio comme pour Cater 2 U, Stand Up for Love est le second single des Destiny's Child à la suite qui est annulé au Royaume-Uni. Beaucoup de fans en colère pensent que les deux Stand Up For Love et Cater 2 U n'a pas gagné assez de soutien de la presse britannique et à son tour, le groupe n'a pas reçu le cadeau de départ qu'elles méritaient.

## Crédits et personnel
- Voix principales: Beyoncé Knowles (couplet 1), Kelly Rowland (couplet 2) et Michelle Williams (couplet 3)
- Choristes: Kelly Rowland et Michelle Williams

## Formats et remixes
- Stand Up for Love (Version single)
- Stand Up for Love (Instrumentale)
- Stand Up for Love (A cappella)
- Stand Up for Love (Junior's Roxy Remix)
- Stand Up for Love (Junior Vasquez Roxy Anthem Remix)
- Stand Up for Love (Junior Vasquez Roxy Dub Mix)
- Stand Up for Love (Maurice Joshua Nu Anthem Mix)
- Stand Up for Love (Maurice Joshua Nu Soul Mix)

## Référence
- (en) Cet article est partiellement ou en totalité issu de l’article de Wikipédia en anglais intitulé « Stand Up for Love » (voir la liste des auteurs).